# 미드소마
《미드소마》(Midsommar)는 2019년 개봉한 미국의 공포 영화이다. 《유전》으로 명성을 얻은 아리 애스터 감독의 차기작으로, 문화인류학과 학생들이 스웨덴 어느 마을의 하지 축제에 참석해서 겪는 사건을 그린다. 플로렌스 퓨가 주인공 '대니' 역을 맡고, 잭 레이너, 윌 폴터, 윌리엄 잭슨 하퍼, 빌헬름 블롬그렌이 출연한다.

## 시놉시스
여름, 낮이 가장 긴 날의 하지. 가족을 모두 잃은 대니는 펠레의 초대로 남자친구 크리스티안 및 친구들과 호르가 마을로 떠난다. 겉으로 보기엔 평화롭고 따스한 마을이나 점점 기이한 비밀이 드러나기 시작하는데...

## 줄거리
"고통과 두려움과 수치 속에 죽는게 아니라 생명을 주는거예요"
주인공 대니는 평소 가족 문제 때문에 남자친구인 크리스티안에게 의존하고 얽매여 있는 상태였다. 결국 동생이 부모님과 함께 가스 자살을 해버린 뒤로 더더욱 정신적으로 힘들어 하게 되었고, 크리스티안은 대니에게 질리게 되었다. 문화인류학과를 졸업한 크리스티안은 스웨덴 출신 펠레의 제안으로 과 친구들인 마크, 조시와 함께 펠레네 마을 하지 축제를 탐방하기로 하는데, 여기에 대니를 함께 데려가기로 한다.
스웨덴으로 간 일행은 펠레의 형 잉마르와, 마찬가지로 견학을 온 영국인 커플 코니와 사이먼과 만난다. 백야가 지속되는 평원에 누워 환각제(실로시빈)를 즐기기로 하는데, 심약한 대니는 가족 얘기를 듣자 트라우마에 휩싸여 환상을 보고, 몇 시간 동안 정신을 잃고 만다. 호르가 마을에 도착했을 때는 축제 준비가 한창이었다. 일행은 숙소에서 하룻밤을 묵고 다음날 축제가 벌어진다. 절벽에서 치러진다는 의식은 놀랍게도 남녀 노인 둘이 높은 절벽 위로 올라 몸을 던져 돌바닥에 추락해 자살하는 것이었다. 두 번째로 떨어진 노인이 다리만 부러지고 즉사하지 않자, 사람들은 미리 들고 있던 망치로 머리를 깨 죽인다. 크게 충격을 받은 외부인들에게 펠레와 마을 사람들은 전통과 종교적 의미를 들며 이해시키려고 한다.
코니는 다음날 마을을 떠나려고 하나, 사이먼이 의문스럽게 사라져 버리고 코니도 뒤이어 모습이 보이지 않게 된다. 조시는 축제와 의식을 주제로 논문을 쓰려고 하는데 다만 의식 때 읊는 경전을 찍는 것은 허락받지 못한다. 식사 때 크리스티안의 식사에서 여자의 음모가 나오는 일이 벌어지고, 마크는 어느 마을 여자가 보여줄 것이 있다면서 데려가 버린다. 그날 밤 조시가 경전을 훔치려고 신전에 몰래 숨어 들어갔다가 마을 사람의 망치를 맞고 쓰러진다.
세 번째 날 크리스티안은 동네 처녀인 마야와 성관계를 할 것을 종용받는다. 대니는 정체불명의 차를 마신 뒤 축제의 상징인 '5월의 여왕'을 뽑는 춤에 참여해서 우승하고, 5월의 여왕으로 뽑힌다. 크리스티안은 알몸의 여자들로 둘러싸인 공간에서 마야와 성관계한다. 대니가 여왕의 의식을 수행하던 도중 크리스티안의 성관계를 목격하고 오열한다. 크리스티안이 성관계를 마친 뒤 마야는 아기를 느꼈다며 소리치고, 두려워진 크리스티안은 알몸으로 뛰쳐나가 돌아다니다가, 흙더미에 꽂힌 조시의 다리와 피의 독수리가 된 사이먼을 본다. 이윽고 마을 사람이 뿌린 가루를 들이마시고 기절한다.
호르가 마을 축제는 사실 9명의 제물을 선별하는 과정으로, 외부인 네 명과 마을 사람 네 명, 그리고 '5월의 여왕'이 택한 한 사람이 제물로 바쳐지는 것이었다. 대니는 크리스티안을 택하고, 크리스티안은 막 해체된 곰 가죽을 뒤집어 쓰고 신전에서 다른 제물들과 함께 불태워진다. 대니는 이 광경을 보고 처음에는 두려워하다가 조금씩 미소를 짓는다.

## 출연
- 플로렌스 퓨 - 대니 아더
- 잭 레이너 - 크리스티안 휴스
- 윌리엄 잭슨 하퍼 - 조시
- 빌헬름 블롬그렌 - 펠레
- 윌 폴터 - 마크
- 엘로라 토키아 - 코니
- 아치 매덱 - 사이먼
- 헨리크 놀렌 - 울프
- 군넬 프레드 - 시브
- 이저벨 그릴 - 마야
- 앙네스 라세 - 당뉘
- 율리아 랑나르손 - 잉가
- 마츠 블롬그렌 - 오드
- 라르스 베링에르 - 스텐
- 안나 오스트룀 - 카린
- 함푸스 할베리 - 잉마르
- 리브 미에네스 - 울라
- 루이즈 페테르호프 - 한나
- 카타리나 베이트하겐 - 일바
- 비에른 안드레센 - 단
- 차니 클러우디어 - 테리 아더
- 폰 거브리엘러, 보야리 졸트 - 대니의 엄마, 아빠

캐나다에서 촬영한것이 있지만, 헝가리에서도 촬영했기 때문에, 대사가 없는 등장인물들은 대체로 헝가리인들이다.